# Pruszcz (powiat Świecki)
Pruszcz is een stad in het Poolse woiwodschap Koejavië-Pommeren, in het district Świecki. De plaats maakt deel uit van de gemeente Pruszcz en telt 2300 inwoners.

## Verkeer en vervoer
- Station Pruszcz Pomorski